# Earomyia virilis
Earomyia virilis är en tvåvingeart som först beskrevs av Collin 1953.  Earomyia virilis ingår i släktet Earomyia och familjen stjärtflugor. Inga underarter finns listade i Catalogue of Life.